# Bisonó (kommun i Dominikanska republiken)
Bisonó är en kommun i Dominikanska republiken.   Den ligger i provinsen Santiago, i den centrala delen av landet, 150 km nordväst om huvudstaden Santo Domingo. Antalet invånare 
i kommunen är cirka 42 000.
Terrängen i Bisonó är kuperad åt nordost, men åt sydväst är den platt.